# Катун (община Враня)
Вижте пояснителната страница за други значения на Катун.
Катун (на сръбски: Катун или Katun) е село в Югоизточна Сърбия, Пчински окръг, Град Враня, община Враня.

## География
Селото е разположено във Вранската котловина. Отстои на 9 км югозападно от окръжния и общински окръг Враня, на 3,2 км северозападно от село Павловац, на 2,1 км южно от село Миливойце, на 3 км югоизточно от село Бели брег и на 4 км североизточно от село Горни Въртогош.

## История
По време на Първата световна война селото е във военновременните граници на Царство България, като административно е част от Вранска околия на Врански окръг.

## Население
Според преброяването на населението от 2011 г. селото има 408 жители.

### Етнически състав
Данните за етническия състав на населението са от преброяването през 2002 г.
- сърби – 411 жители (95,13%)
- неизяснени – 21 жители (4,87%)